# Stora Uringe gård

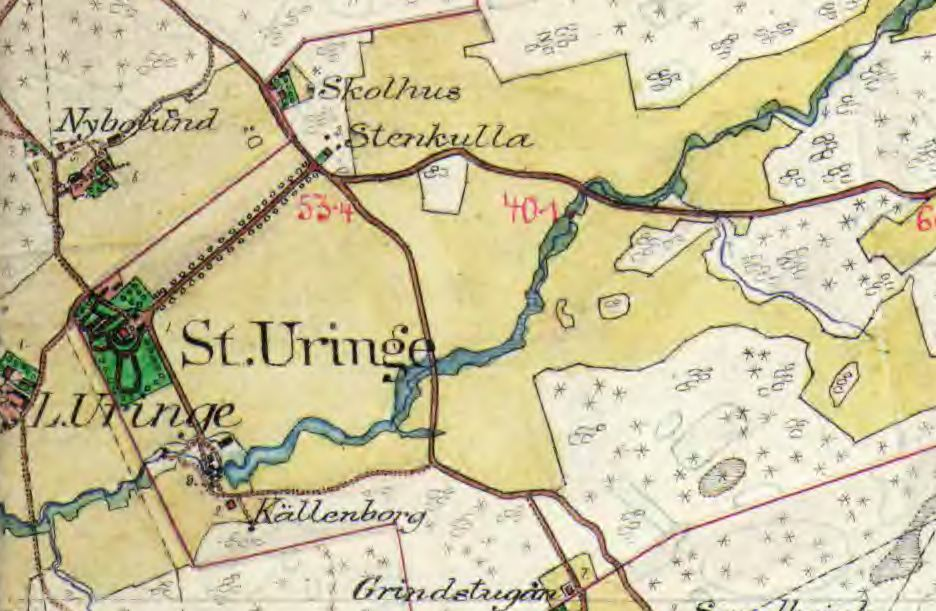
Stora och Lilla Uringe, omkring 1900.

Stora Uringe gård är en herrgård i Grödinge socken i Botkyrka kommun, Stockholms län, belägen norr om Stora Uringe naturreservat och i närheten av Uringeån.

## Historik
Uringe omnämns i skrift redan 1423 då det talas om en Michæl i wrungom. Dagens huvudbyggnad härrör från 1860-talet och används som privatbostad. På 1880-talet omfattade egendomen 1 mantal och var taxerad till 40 000 kronor. I gårdens gamla ekonomibyggnader bedrivs hästverksamhet Stall Stora Uringe.

## Bilder

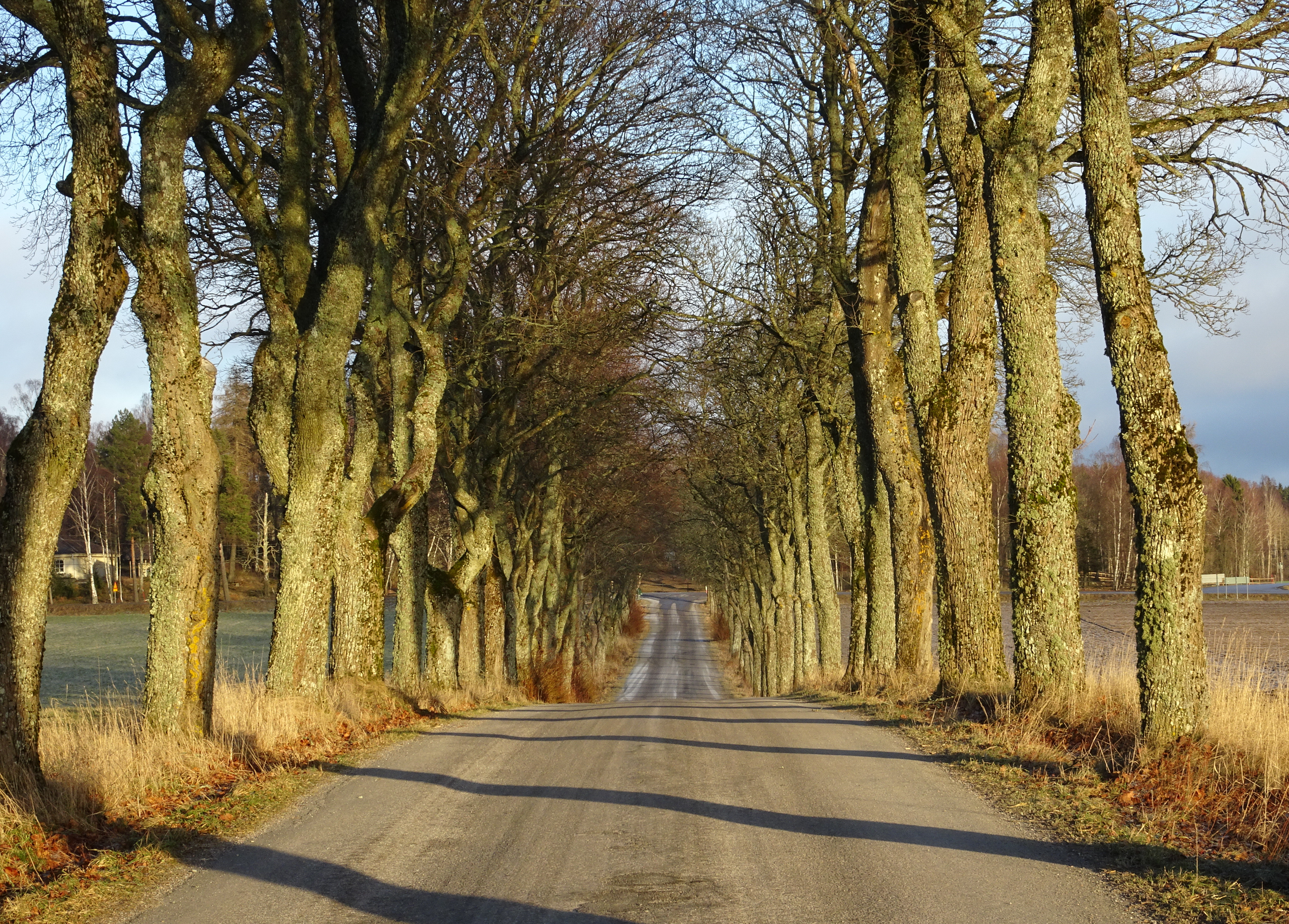
Allén, vy mot nordost.
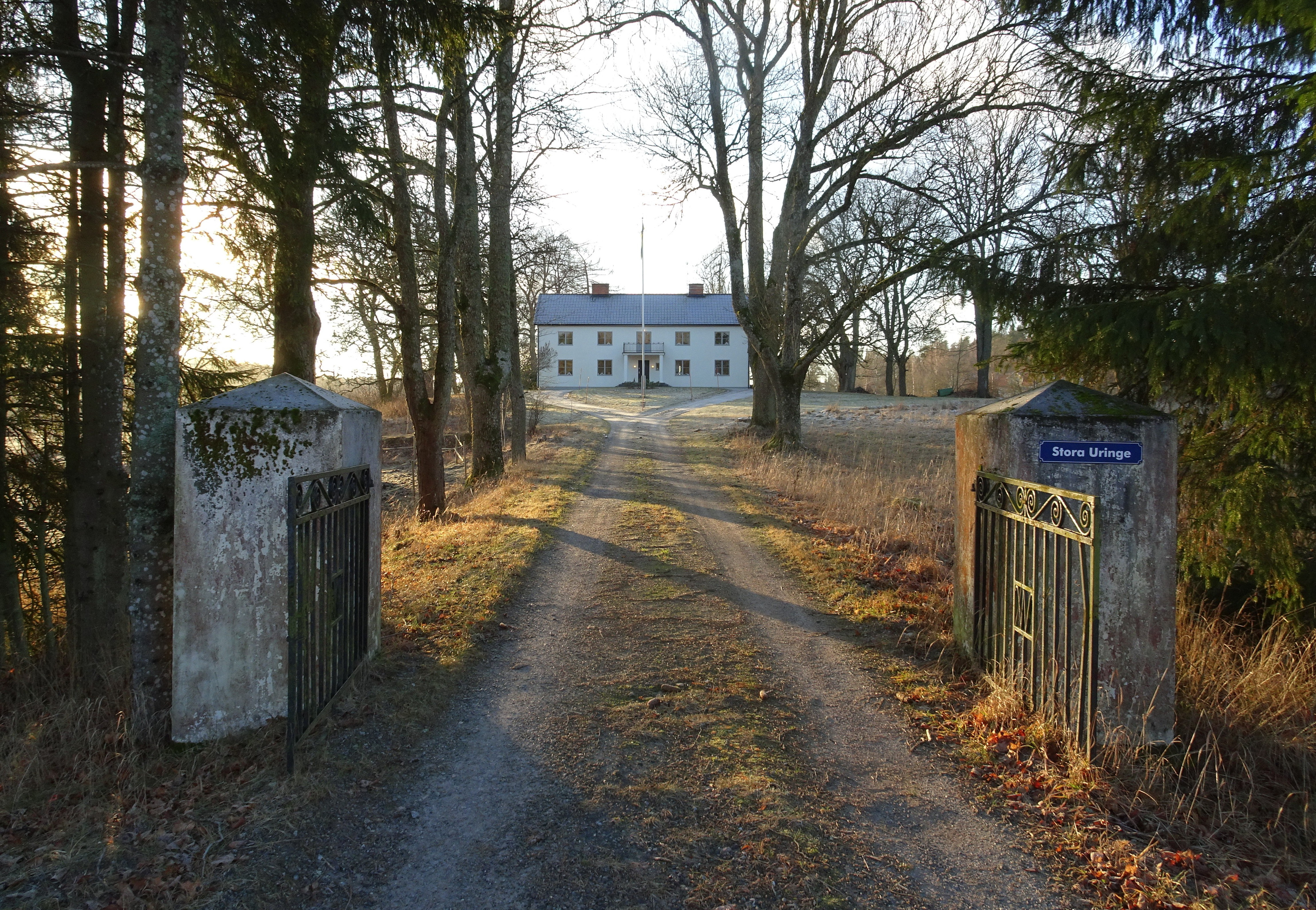
Grinden och huvudbyggnaden.
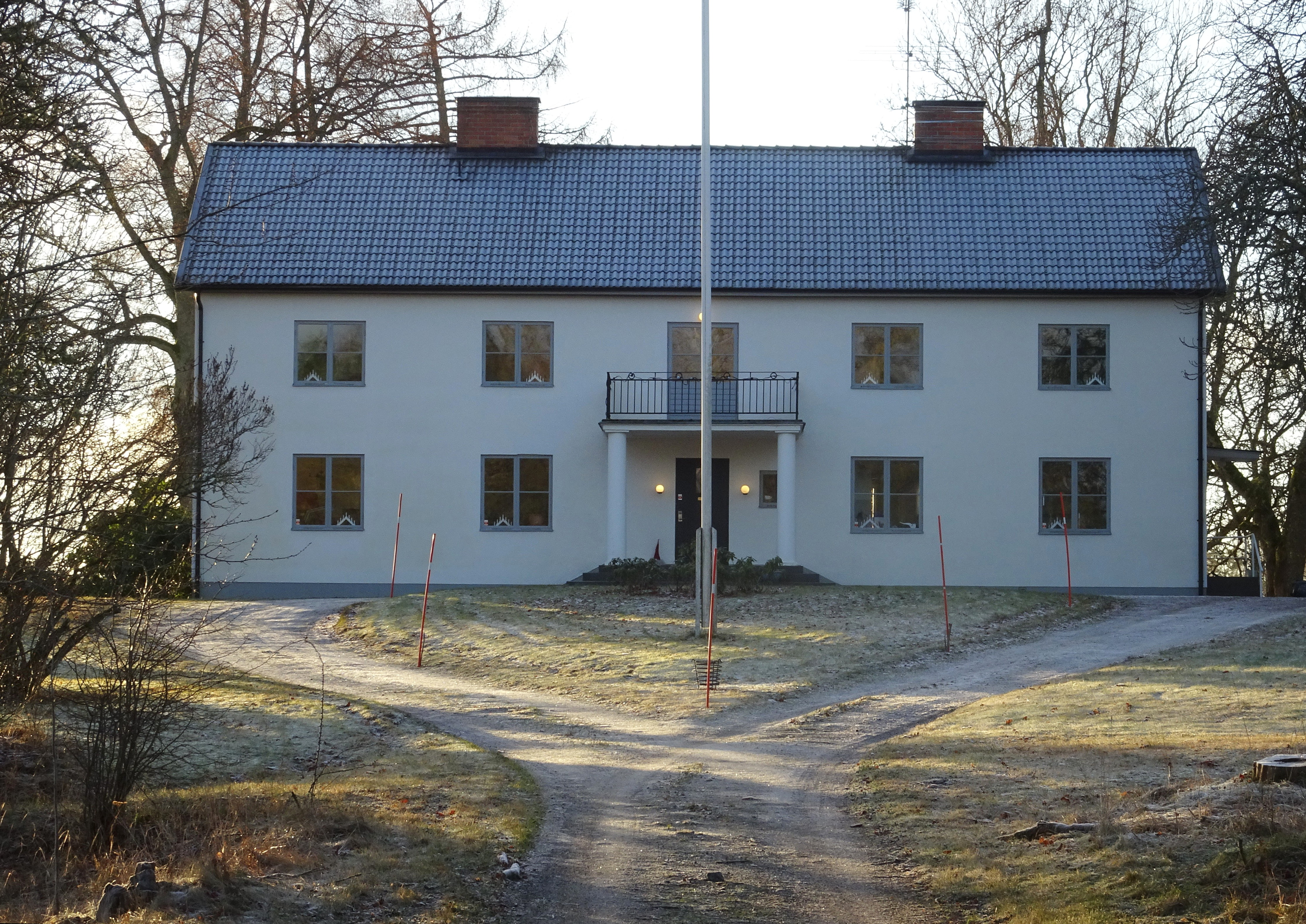
Huvudbyggnaden.
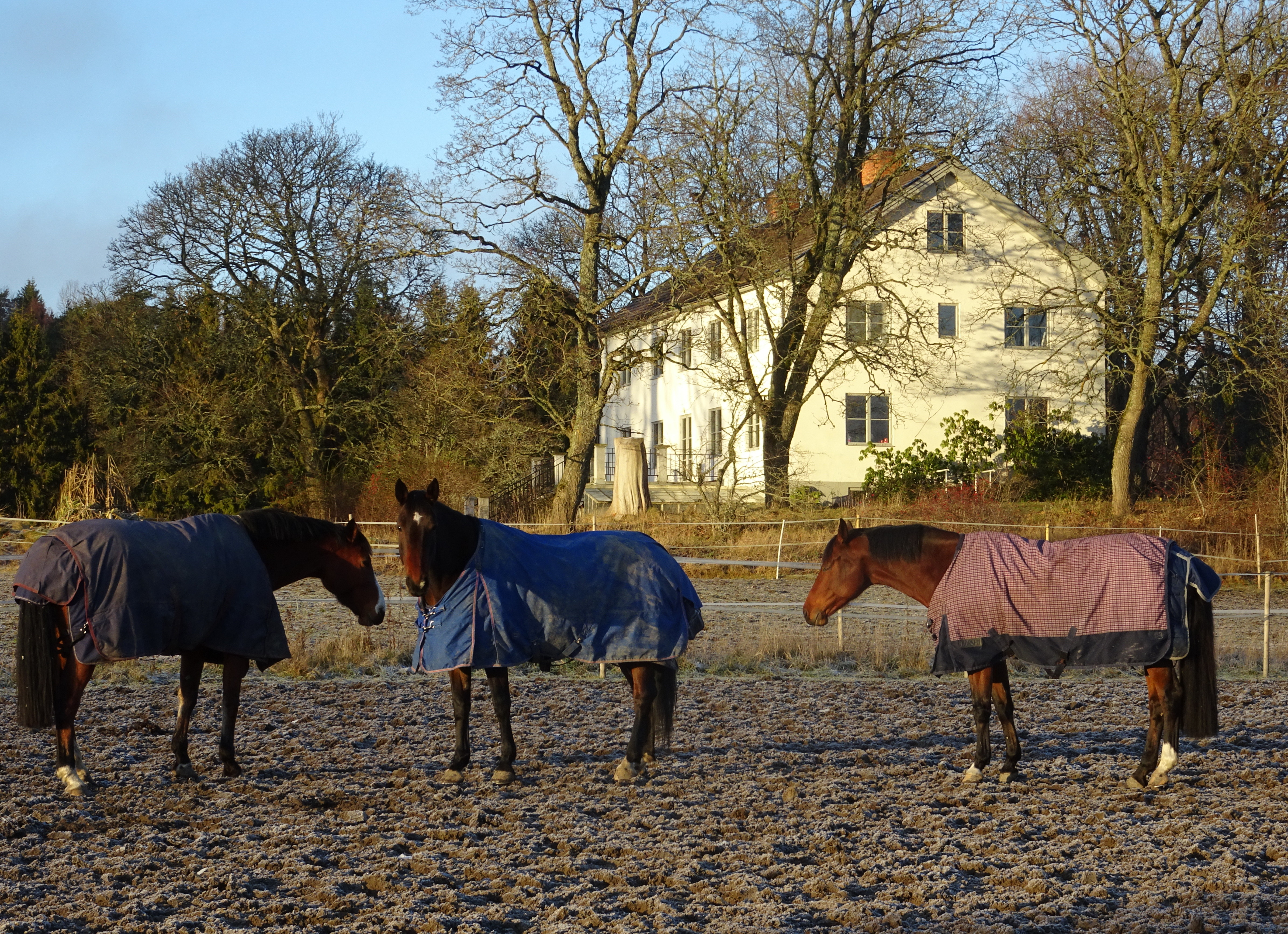
Hästar med huvudbyggnaden.